# Angelika Bischoff-Luithlen
Angelika Bischoff-Luithlen, geborene Luithlen (* 29. August 1911 in Ludwigsburg; † 17. Oktober 1981 in Blaubeuren) war eine deutsche Volkskundlerin und Archivarin.

## Leben
Angelika Adele Luithlen wurde am 29. August 1911 in Ludwigsburg als erste von zwei Töchtern des hohenlohischen Arztes Friedrich (Fritz) Luithlen (1881–1941) und der ostpreußischen Rittergutsbesitzerstochter Rose, geb. von Ostau (1879–1949) geboren. Kindheit und Schulzeit verbrachte sie in Tübingen, ab 1923 in Ravensburg. 1930 heiratete sie ihren Lehrer, den Kunsterzieher und Maler Eugen Bischoff (1902–1944) aus Laichingen. Zwischen 1931 und 1942 brachte sie in Ulm fünf Kinder (darunter der Kunstlehrer und Hochschullehrer Bernhard Bischoff) zur Welt, die sie nach dem Kriegstod ihres Mannes in Feldstetten alleine großzog. Sie schrieb Gedichte und Zeitungsartikel, Rundfunkbeiträge und Stücke aus der dörflichen Geschichte für die örtlichen Theatergruppen. Mit Von Land und Leuten auf der Alb erschien 1958 ihr erstes Buch, das detaillierte Schilderungen des dörflichen Alltags mit den malerischen Eindrücken aus dem Nachlass ihres Mannes zusammenbrachte. Im Alter von 50 Jahren nahm sie in Tübingen als Gasthörerin ein Studium der Volkskunde und Geschichte auf. Parallel dazu arbeitete sie ab 1973 im Dienst der Stadt Münsingen und des Kreises Reutlingen als Archivarin, wo sie 25 Ortsarchive betreute. Um diese Dörfer erreichen zu können, machte sie im Alter von 65 Jahren den Führerschein. Aus dieser Arbeit entstanden drei Büchern über das alte Dorfleben, die ab 1978 erschienen.
Angelika Bischoff-Luithlen starb am 17. Oktober 1981 in Blaubeuren.

## Wissenschaftliche Bedeutung
Die Stärke von Angelika Bischoff-Luithlen lag in der Darstellung des dörflichen Alltagslebens als zusammenhängende Lebenswelt. Sie pflegte dabei den realistischen, aktenkundigen Blick. Dies einerseits, um eine Neuorientierung in der Volkskunde und Abgrenzung gegenüber der nationalsozialistischen Ideologie von Blut und Boden herbeizuführen. Andererseits konnte sie dadurch städtische Klischeevorstellungen eines romantischen Dorflebens relativieren und das Bild vom altwürttembergischen Dorf realistisch darstellen. Durch ihre Arbeit als Archivarin hat Bischoff-Luithlen eine Vielzahl von Quellen für die Volkskunde erhalten und erschlossen.

## Auszeichnungen
- 1948: Lyrikpreis der Wochenpost
- 1965: Laienspielpreis des Schwäbischen Albvereins

## Werke (Auswahl)
- Von Land und Leuten auf der Alb: Geschautes u. Erlebtes. Zeichn.: Eugen Bischoff u. Bernhard Bischoff. Schwäbischer Albverein e.V., Stuttgart 1958, 2. Aufl. 2001, ISBN 3-920801-50-4.
- Gruorn – ein Dorf und sein Ende. Schwäbischer Albverein e.V., Stuttgart 1967, 5. Aufl. 2006, ISBN 978-3-920801-57-5.
- Der Schwabe und die Obrigkeit: nicht nur Gemütvolles aus alten Akten u. schwäb. Dorfarchiven. Theiss, Stuttgart 1978, 8. Aufl. 1998, ISBN 3-8062-1375-5.
- Von Amtsstuben, Backhäusern und Jahrmärkten: e. Lese- u. Nachschlagebuch zum Dorfalltag im alten Württemberg u. Baden. Kohlhammer, Stuttgart 1979, 2. Aufl. 1980, ISBN 3-17-005839-8.
- Der Schwabe und sein Häs. Theiss, Stuttgart 1982, ISBN 3-8062-0309-1.